# Rusk (hrabstwo Burnett)
Rusk – miasto w Stanach Zjednoczonych, w stanie Wisconsin, w hrabstwie Burnett.